# World in My Eyes
Singles de Depeche Mode
Policy of Truth
(1990) I Feel You
(1993)
Pistes de Violator
Sweetest Perfection
World in My Eyes est le vingt-sixième single de Depeche Mode, sorti le 17 septembre 1990, quatrième et dernier extrait de l'album Violator. Ce titre a été un succès en Allemagne où il atteint la 7e place du classement des meilleures ventes de single. Il connaît aussi un certain succès au Royaume-Uni, se classant 17e. En France, il atteint la 30e place.

## Informations
World in My Eyes est la chanson ouvrant l'album Violator. Le thème de la chanson est le fait de voir les choses de la vision d'une autre personne, il pourrait en l'occurrence s'agir d'un point de vue ironique, directement des yeux du groupe qui commençait à jouir d'un succès planétaire considérable. Dans son style (rythme, sonorités) la musique de World in My Eyes est très inspirée des productions de Kraftwerk. François Kevorkian, qui a notamment précédemment collaboré avec le groupe allemand, a d'ailleurs participé à la production de ce titre et de l'album Violator. La jaquette met en exergue ceci : c'est une photo d'un des membres du groupe faisant avec ses mains une forme similaire à des lunettes. La jaquette de l'édition limitée du vinyle 12" contient cependant des photos des quatre membres du groupe.
World in My Eyes contient deux face B exclusives, faisant ainsi de Violator le seul album de Depeche Mode voyant tous ses singles contenir au moins une face B, en comptant les instrumentales. En effet, l'album suivant Songs of Faith and Devotion par exemple, n'en a qu'une avec My Joy. Les faces B de World in My Eyes sont Happiest Girl et Sea of Sin.
Happiest Girl (Jack Mix) et Sea of Sin (Tonal Mix) sont les principales versions du vinyle 7". Les versions originelles ne sont jamais sorties, du moins ces versions présentes sur le singles sont les versions normales des chansons aux dires des divers interviews et du site officiel.
La ressortie du single en Europe en 2004 comprend une version avec une intro plus longue pour la version World in My Eyes (Oil Tank Mix).

## Clip et version live
Le clip de World in My Eyes est réalisé par Anton Corbijn. Il existe deux versions, l'originale n'est pas apparue avant la sortie de la compilation The Videos 86-98. Cette version comprend des images du World Violation Tour qui sont regardées d'un drive-in par Dave Gahan et une femme. L'autre version apparaissant sur Strange Too voit à la place le groupe être dans une voiture, avec encore plus d'images du concert, tandis que la fin silencieuse avec Gahan est plus longue.
World in My Eyes a été jouée depuis son apparition sur toutes les tournées de Depeche Mode à l'exception de l'Exciter Tour de 2001.

## Liste des chansons
- Toutes les chansons sont l'œuvre de Martin L. Gore.

### Royaume-Uni
7"Mute / Bong20
1. World in My Eyes – 3:58
2. Happiest Girl (Jack Mix) – 4:57 (remixé par François Kevorkian)
3. Sea of Sin (Tonal Mix) – 4:43 (remixé par François Kevorkian)

12"Mute / 12Bong20
1. World in My Eyes (Oil Tank Mix) – 7:29 (remixé par François Kevorkian)
2. Happiest Girl (Kiss-A-Mix) – 6:15 (remixé par François Kevorkian)
3. Sea of Sin (Sensoria) – 6:06 (remixé par François Kevorkian)

12"Mute / L12Bong20
1. World in My Eyes (Dub in My Eyes) – 6:55 (remixé par François Kevorkian)
2. World in My Eyes (Mode to Joy) – 6:32 (remixé par Jon Marsh)
3. Happiest Girl (The Pulsating Orbital Mix) – 6:28 (remixé par Dr. Alex Paterson et Thrash)

CDMute / CDBong20
1. World in My Eyes – 4:00
2. World in My Eyes (Oil Tank Mix) – 6:53
3. Happiest Girl (Kiss-A-Mix) – 5:24
4. Sea of Sin (Tonal Mix) – 3:37

CDMute / LCDBong20
1. World in My Eyes (Dub in My Eyes) – 6:57
2. World in My Eyes (Mode to Joy) – 6:31
3. Happiest Girl (The Pulsating Orbital Vocal Mix) – 8:01 (remixé par Dr. Alex Paterson et Thrash)
4. Sea of Sin (Sensoria) – 6:07
5. World in My Eyes (Mayhem Mode) – 4:58 (remixé par Jon Marsh)
6. Happiest Girl (Jack Mix) – 4:57

### Europe
CDMute / CDBong20X
1. World in My Eyes – 3:58
2. Happiest Girl (Jack Mix) – 4:57
3. Sea of Sin (Tonal Mix) – 4:43
4. World in My Eyes (Oil Tank Mix) – 7:47
5. Happiest Girl (Kiss-A-Mix) – 6:15
6. Sea of Sin (Sensoria) – 6:06
7. World in My Eyes (Dub in My Eyes) – 6:55
8. World in My Eyes (Mode to Joy) – 6:32
9. Happiest Girl (The Pulsating Orbital Mix) – 6:28
10. World in My Eyes (Mayhem Mode) – 4:56
11. Happiest Girl (The Pulsating Orbital Vocal Mix) – 8:01

- il s'agit de la version CD rééditée en 2004.
- Le Oil Tank Mix sur ce CD a une intro plus longue.

### États-Unis
CDSire/Reprise / 9 21735-2
1. World in My Eyes – 3:59
2. World in My Eyes (Oil Tank Mix) – 7:29
3. Happiest Girl (The Pulsating Orbital Mix) – 6:28
4. Sea of Sin (Tonal Mix) – 4:44
5. World in My Eyes (Mode to Joy) – 6:32
6. Happiest Girl (Jack Mix) – 4:58
7. Sea of Sin (Sensoria) – 6:07

- Sorti le 16 octobre 1990.

## Classements
| Pays                                       | Meilleure position |
| ------------------------------------------ | ------------------ |
| Allemagne                                  | 7                  |
| États-Unis (U.S. Billboard Hot 100)        | 52                 |
| États-Unis (Billboard Hot Dance Club Play) | 6                  |
| États-Unis (Billboard Modern Rock Tracks)  | 17                 |
| France                                     | 30                 |
| Irlande                                    | 7                  |
| Suisse                                     | 5                  |
| Pays-Bas                                   | 49                 |
| Royaume-Uni                                | 17                 |

## Reprises
"World in My Eyes" a été repris par les groupes suivants:
- Sonata Arctica, sur leur album Don't Say a Word, sorti en 2004.
- The Cure, sur l'album hommage à Depeche Mode For the Masses, sorti en 1998.